# 71.ª Brigada Mixta (Ejército Popular de la República)
La 71.ª Brigada Mixta fue una unidad del Ejército Popular de la República que participó en la Guerra Civil Española. Durante la mayor parte de la contienda estuvo desplegada en el frente de Guadalajara, donde tuvo un papel poco activo.

## Historial
La unidad nació en enero de 1937 a partir de la militarización de los batallones de milicias «Espartaco», «Apoyo» o «Alicante Rojo», constituyéndose en su lugar la 71.ª Brigada Mixta. La unidad fue encuadrada en la 12.ª División y enviada al sector de Torija en el frente de Guadalajara. A comienzos de marzo, tras el ataque del CTV en esta zona, la 71.ª BM intervino de lleno en la batalla de Guadalajara; ante el empuje enemigo, el 8 de marzo su batallón «Alicante Rojo» hubo de retirarse hasta el km. 103 de la carretera N-II. Durante aquellos combates la brigada sufrió graves pérdidas —los batallones 281.º y 282.º sumaron más de seiscientas bajas—.
Tras los combates la unidad fue retirada a Madrid para ser sometida a una reorganización. Llegó a estar agregada brevemente a las divisiones 11.ª y 17.ª, si bien regresaría a la 12.ª División. La 71.ª Brigada Mixta permaneció durante el resto de la guerra en el frente de Guadalajara, autodisolviéndose el 27 de marzo de 1939.

## Publicaciones
La brigada editaba una publicación, Alicante Rojo, dirigida por Juan Francisco Alted.

## Mandos
Comandantes
- Comandante de infantería Eduardo Rubio Funes;[6]

Comisarios
- Antonio Barea Arenas, de la CNT;[7]
- Carlos Codes Guerra;

Jefe de Estado Mayor
- Capitán de milicias José M. Navarro Abad;